# アルキメンデス
アルキメンデスは、大塚食品が1985年4月11日に発売したカップ麺の名称。

## 概要
商品名は「歩きながら食べ（られ）る麺」であることと、古代ギリシアの数学者「アルキメデス」をかけて名づけられた。
内容はかた焼きそばに近いもので、他のカップ麺とは違い、お湯が不要で待ち時間がなく、あん（レトルト中華ソース）をかけるだけで食べられるインスタント麺として、当初は販売地域を首都圏（中部地方の一部を含む）及び近畿地方に限定して売り出された。
しかし、当時200円という価格の割には味の評判が悪く（レンジで温めると味が良くなるといわれた）、発売から約2年で生産中止になった。
味（具）の種類は発売当初は八宝菜味のみだったが、発売開始より1年後に酢豚味が追加発売された。

## エピソード・関連
- CMキャラクターにはアン・ルイスを起用していた[1][4]。
- 同年発売されたファミコン用テレビゲームソフト『グラディウス』とのタイアップがあり、作中に登場する「パワーアップカプセル」をアルキメンデスのパッケージにさしかえたオリジナルバージョン「グラディウス・アルキメンデス編」が景品として作成された。
- 商品の特質から、どこでも気軽に食べられることをアピールするべくイベント会場等でのPRを精力的に行っていた。つくば万博ではおびただしい数の屋外売店を出していた。
- 同様の商品として、2019年にまるか食品から発売された『ペヤング中華風そのまま皿うどん』がある。こちらは皿うどんという点以外は、お湯が不要で、温めずにあんを掛けられるという共通点がある[5]。